# Tom kha kai
Tom kha gai hay Tom kha kai (tiếng Lào: ຕົ້ມຂ່າໄກ່; tiếng Thái: ต้มข่าไก่- tom kha kai- tôm kʰàː kàj), là một món ăn từ thịt gà trong ẩm thực Thái Lan và ẩm thực Lào. Món canh này được nấu với nước cốt dừa, riềng, sả và thịt gà. Ớt chiên cũng được thêm vào để tạo nên vì nướng, màu sắc rực rỡ và độ cay nóng cho món ăn, nhưng không được quá nhiều để tránh cho món ăn chỉ toàn vị ớt. Bí quyết là phải tạo ra sự cân bằng về hương vị giữa các loại gia vị. Món này nấu ở Thái thì không dùng thì là (tiếng Thái: phak chi Lao), nhưng ở bên Lào thì dùng (tiếng Lào: "phak si"); thay vào đó, người Thái dùng ngò rí (tiếng Thái: phak chi).
Có nhiều phiên bản của món canh này với hải sản tên làtom kha thale, hay với nấm với tên gọi tom kha het, thịt heo- tom kha mu và đậu hũ-tom kha taohu.

## Biến thể
Trong tom kha kai kiểu Thái, rau thì là không được dùng trong món ăn, trong khi đó tom kha kai kiểu Lào dùng nguyên liệu này trong món ăn. Rau thì là là một loại thảo mộc phổ biến và đựoc sử dụng trong các món ăn của ẩm thực Lào